# Charles W. F. Dick

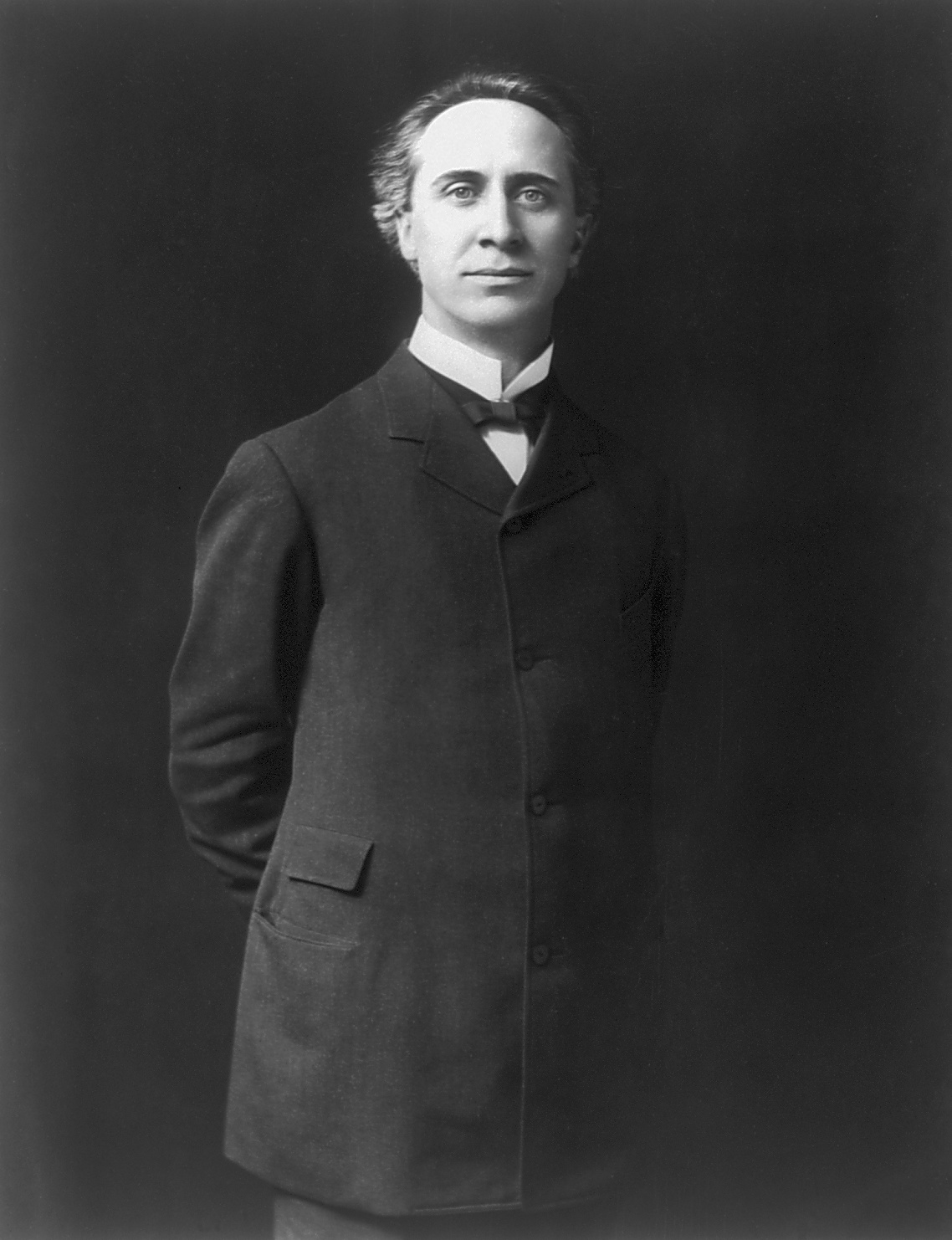
Charles W. F. Dick, etwa 1903

Charles William Frederick Dick (* 3. November 1858 in Akron, Ohio; † 13. März 1945 ebenda) war ein US-amerikanischer Politiker der republikanischen Partei.
Von 1896 bis 1900 diente er im Republican National Committee. Während dieser Zeit meldete er sich auch als Freiwilliger für die Army im Spanisch-Amerikanischen Krieg und kam in Kuba zum Einsatz. Per Nachwahl wurde er 1898 in das Repräsentantenhaus der Vereinigten Staaten gewählt, um den durch den Tod von Stephen A. Northway freigewordenen Platz zu besetzen. Bis 1904 behielt er seinen Sitz im Repräsentantenhaus, trat dann aber nicht mehr für eine vierte Amtszeit an, da er in den US-Senat gewählt wurde, um einen freien Platz einzunehmen, der durch den Tod von Mark Hanna entstanden war. Dieses Amt übte er bis 1911 aus, da er die Wahl für eine zweite Amtszeit verlor. 1922 versuchte er vergeblich die republikanische Nominierung für die Wahl zu seinem ehemaligen Senatssitz zu erringen. Er verlor gegen Simeon D. Fess.
Dick starb am 13. März 1945 in seinem Geburtsort Akron (Ohio).